# كلاركستون (جورجيا)
كلاركستون (بالإنجليزية: Clarkston, Georgia)‏ هي مدينة تقع في مقاطعة ديكالب بولاية جورجيا في الولايات المتحدة. تبلغ مساحة هذه المدينة 2.7 (كم²)، وترتفع عن سطح البحر 311 م، بلغ عدد سكانها 7554 نسمة في عام 2010 حسب إحصاء مكتب تعداد الولايات المتحدة.

## وصلات خارجية
- Cities & Counties - Georgia.gov